# Mariano Escobedo
För andra betydelser, se Mariano Escobedo (olika betydelser).

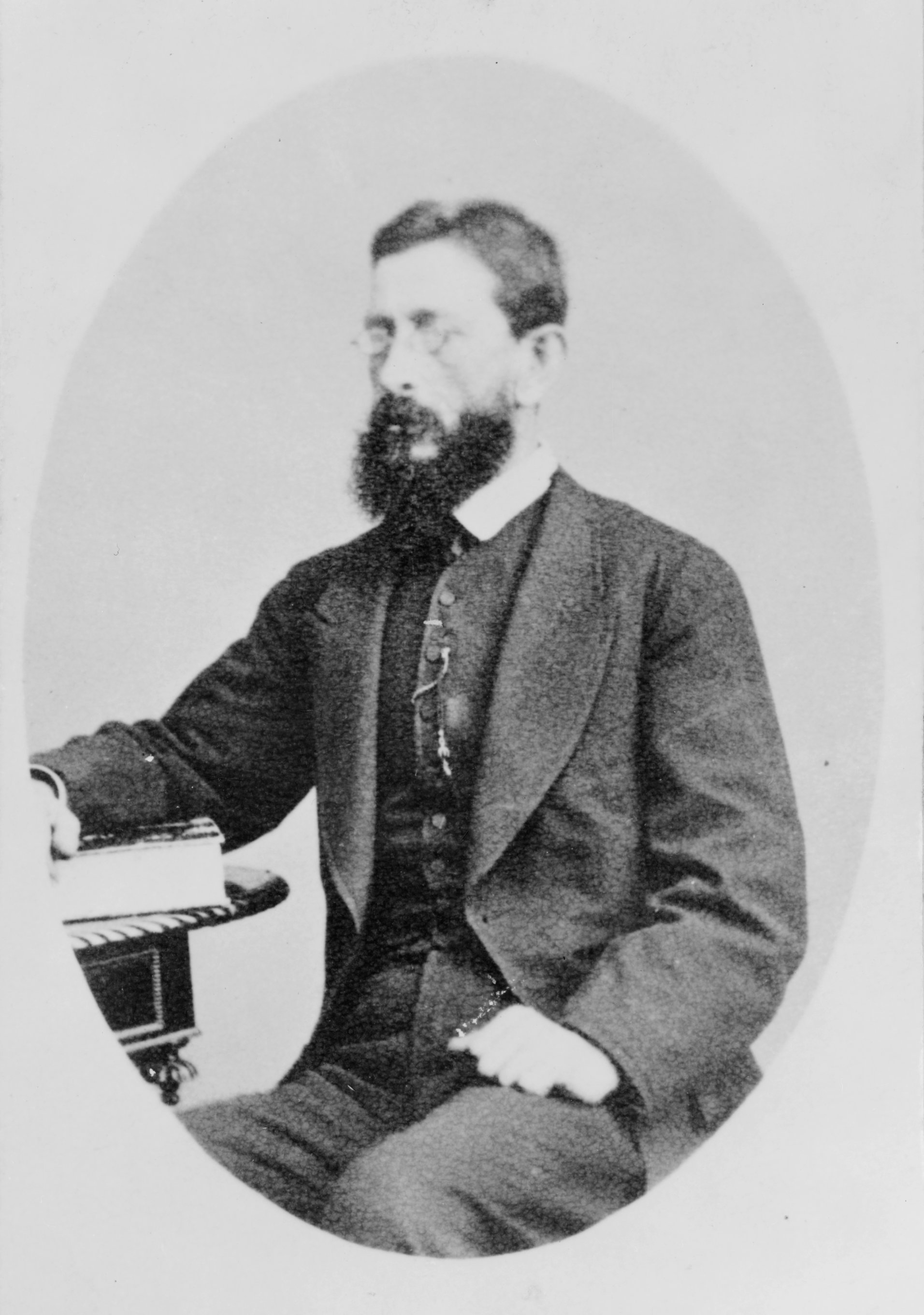
Mariano Escobedo.

Mariano Antonio Guadalupe Escobedo de la Peña, född den 16 januari 1828, död den 22 maj 1902 i Tacubaya, var en mexikansk general.
Escobedo deltog i kriget 1846-48 mot Förenta staterna, tillhörde sedan under de inre striderna i Mexiko Benito Juárez anhängare och stred som brigadgeneral 1861 mot det kyrkliga partiet samt sedan mot den franska invasionshären. Efter upprättandet av Maximilians kejsardöme flydde Escobedo 1864 till Texas, men återkom 1865 i spetsen för en friskara, bildad av mexikanska flyktingar, svarta och tidigare soldater i sydstatsarméerna, samt vann i norra Mexiko en rad framgångar. Han besegrade 1 februari 1867 vid San Jacinto i Rincón de Romos den kejserlige generalen Miramón, utsågs därefter av Juarez till den republikanska arméns överbefälhavare och intog 15 maj samma år efter två månaders belägring det fasta Queretaro, varvid kejsar Maximilian blev fången. På Juarez befallning lät Escobedo ställa kejsaren inför krigsrätt och 19 juni verkställa den dödsdom krigsrätten fällt. Escobedo var en tid krigsminister under presidenten Lerdo de Tejada, flydde jämte denne 1876 till Förenta staterna undan den segrande Porfirio Diaz och gjorde 1878 ett upprorsförsök mot denne, men försonade sig 1880 med Diaz och var 1882-83 president i Mexikos högsta krigsdomstol.